# Эвансвилл (тауншип, Миннесота)
Эвансвилл (англ. Evansville) — тауншип в округе Дуглас, Миннесота, США. На 2000 год его население составило 244 человека.

## География
По данным Бюро переписи населения США площадь тауншипа составляет 91,6 км², из которых 84,5 км² занимает суша, а 7,1 км² — вода (7,75 %).

## Демография
По данным переписи населения 2000 года здесь находились 244 человека, 83 домохозяйства и 70 семей. Плотность населения — 2,9 чел./км². На территории тауншипа расположено 96 построек со средней плотностью 1,1 построек на один квадратный километр. Расовый состав населения: 99,59 % белых и 0,41 % приходится на две или более других рас.
Из 83 домохозяйств в 42,2 % воспитывались дети до 18 лет, в 80,7 % проживали супружеские пары, в 1,2 % проживали незамужние женщины и в 14,5 % домохозяйств проживали несемейные люди. 14,5 % домохозяйств состояли из одного человека, при том 3,6 % из — одиноких пожилых людей старше 65 лет. Средний размер домохозяйства — 2,94, а семьи — 3,24 человека.
32,0 % населения младше 18 лет, 6,6 % в возрасте от 18 до 24 лет, 22,5 % от 25 до 44, 29,5 % от 45 до 64 и 9,4 % старше 65 лет. Средний возраст — 37 лет. На каждые 100 женщин приходилось 112,2 мужчин. На каждые 100 женщин старше 18 приходилось 112,8 мужчин.
Средний годовой доход домохозяйства составлял 48 750 долларов, а средний годовой доход семьи — 48 750 долларов. Средний доход мужчин — 28 000 долларов, в то время как у женщин — 26 250. Доход на душу населения составил 17 601 доллар. За чертой бедности находились 14,1 % семей и 14,3 % всего населения тауншипа, из которых 19,7 % младше 18 и 47,4 % старше 65 лет.